# Beijós
Beijós is een plaats (freguesia) in de Portugese gemeente Carregal do Sal en telt 1 217 inwoners (2001).